# La Sterza
La Sterza è una frazione dei comuni italiani di Lajatico e Terricciola, nella provincia di Pisa, in Toscana.
La frazione ha dato i natali ad Andrea Bocelli.

## Geografia fisica
La Sterza si sviluppa in Valdera lungo il corso del fiume Era che lambisce il paese ad est. Inoltre, la frazione è attraversata dal torrente Sterza, dal quale prende il nome e che segna il confine tra i territori comunali di Lajatico e di Terricciola. La Sterza è la frazione più meridionale del comune di Terricciola, mentre è quella posta più a nord del comune di Lajatico. L'altitudine massima della località dalla parte di Lajatico è 74 m s.l.m., mentre nella porzione terricciolese è di 65 m. Presso la frazione si trovano inoltre due laghetti artificiali.
La Sterza dista circa 3 km da Lajatico e 6 km da Terricciola, mentre dista da Pisa poco più di 45 km.

## Storia
La storia del territorio di La Sterza è legata a quella dello scomparso borgo e castello di Pava, o Pave, posto su un'altura a pochi metri dal paese, ricordato in due documenti redatti a Volterra il 1º agosto 1109 e il 21 giugno 1112 dal notaio Gualfredo, nei quali si legge del passaggio di proprietà del castello da Raginieri del fu Ildebrando a Ruggieri vescovo di Volterra. Il borgo altomedievale passò ai Pannocchieschi nel 1186, al vescovo di Volterra Ranieri nel 1284, a Firenze nel 1362 e infine a Pisa nel 1364, per poi iniziare un lento declino fino al totale abbandono già nel XV secolo. Qui era situata un'importante pieve, la pieve di San Giovanni, nota sin dal 1109, che all'epoca del sinodo volterrano del 1356 contava sotto la propria giurisdizione cinque chiese parrocchiali: San Donato di Terricciola, che poi fu eretta in pievania dopo l'abbandono di Pave, San Martino di Scandiccio (soppressa nel 1463), San Pietro di Valle Gualichilda, San Lorenzo e San Tommaso (tutte distrutte). La chiesa sarà poi nota semplicemente come Pieve a Pitti o Pieve de' Pitti, dal nome della famiglia fiorentina che fu proprietaria della tenuta fino al XVII secolo.
Ciò che resta di questo borgo è un antico casale oggi sede di un'azienda agricola e di un agriturismo, mentre il moderno paese si è sviluppato a partire dal XIX secolo alle pendici della collina, presso il ponte sul torrente Sterza e presso le principali vie di comunicazione dell'entroterra pisano, già in antichità punto strategico in quanto qui sia lo Sterza che l'Era erano facilmente guadabili.
La Sterza si presenta come un moderno borgo agricolo, in cui sono situate principalmente attività artigianali e commerciali del comune di Lajatico.

## Infrastrutture e trasporti
La Sterza si sviluppa lungo la strada statale 439 Sarzanese Valdera, in un punto stradale nodale in quanto da qui si diramano anche la strada provinciale 14 di Miemo e la strada provinciale 45 di Lajatico.